# ليندا شامبرز
ليندا شامبرز (بالإنجليزية: Linda Chambers)‏ هي كاتبة مسرحية وكاتِبة أمريكية، ولدت في 1954 في بالتيمور في الولايات المتحدة.